# Hagios Demetrios
De Hagios Demetrioskerk (Grieks: Άγιος Δημήτριος; Agios Dimitrios) is een vroegchristelijke kerk die stamt uit de 5e eeuw. Ze ligt in het noorden van Griekenland in de stad Thessaloniki.
Deze kerk werd gewijd aan de martelaar van de stad: de heilige Demetrios.
De eerste kerk werd gebouwd vlak na het Edict van Milaan. De crypte is het oudste deel van de kerk, stamt uit de 3e eeuw. Hier was oorspronkelijk een Romeins bad. De legende vertelt dat de patroonheilige hier in het jaar 305 gemarteld is en dat hij stierf in een verwarmingsinstallatie van de openbare badplaats. Terzijde van het altaar zijn nog mozaïeken uit de 5e-7e eeuw te zien.
De Demetrioskerk is ingericht om een groot aantal gelovigen te ontvangen. Dit komt duidelijk naar voor in de architectuur. De kerk heeft zuilenrijen met afzonderlijke bakstenen pilaren, dit in tegenstelling tot andere vroegchristelijke kerken.
De kerk brandde af in 1917 en werd nadien volledig gereconstrueerd. Bij de reconstructie werden ook grafstenen gebruikt van de Joodse begraafplaats van Thessaloniki die in 1942 met instemming van de Duitse bezetter werd geruimd.
Afbeeldingen van het interieur:

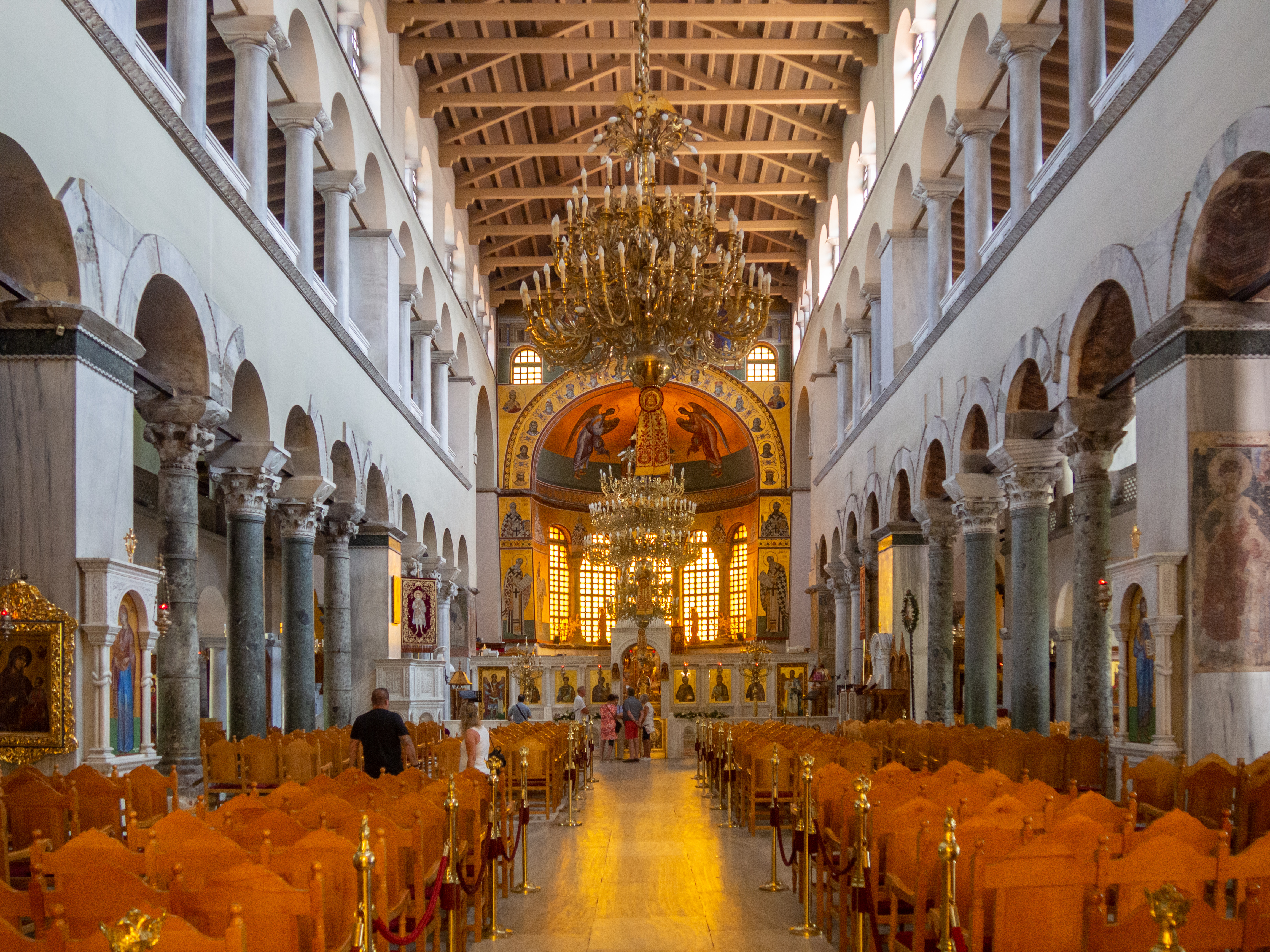
Interieur van de kerk
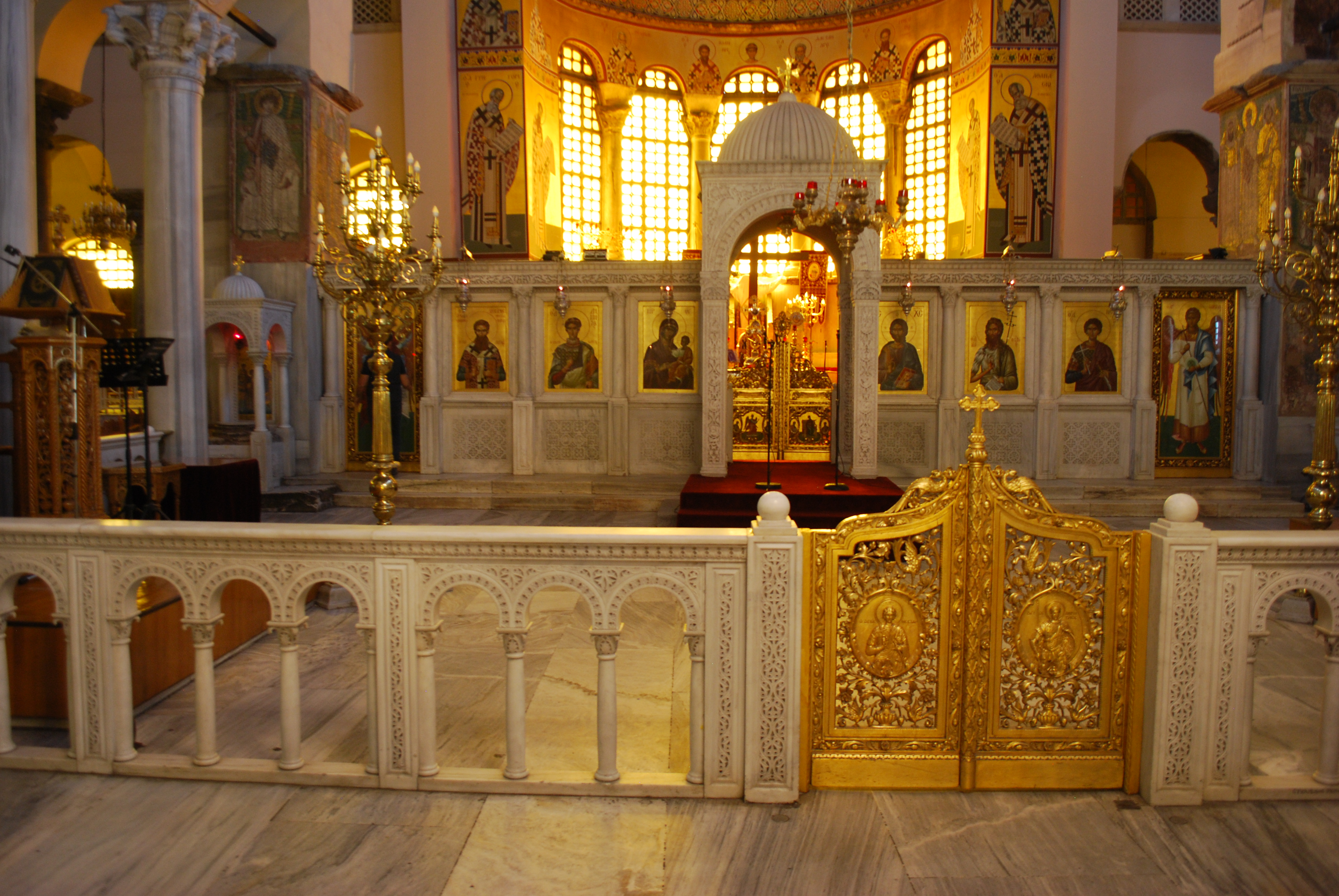
Toegang tot de iconostase
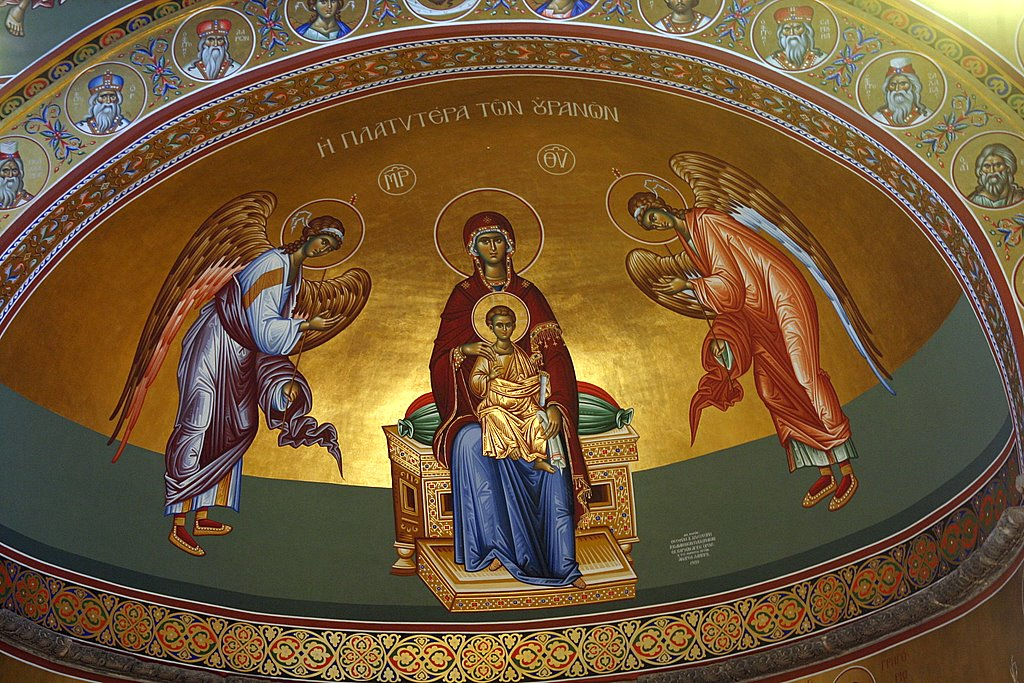
Plafondschildering apsis
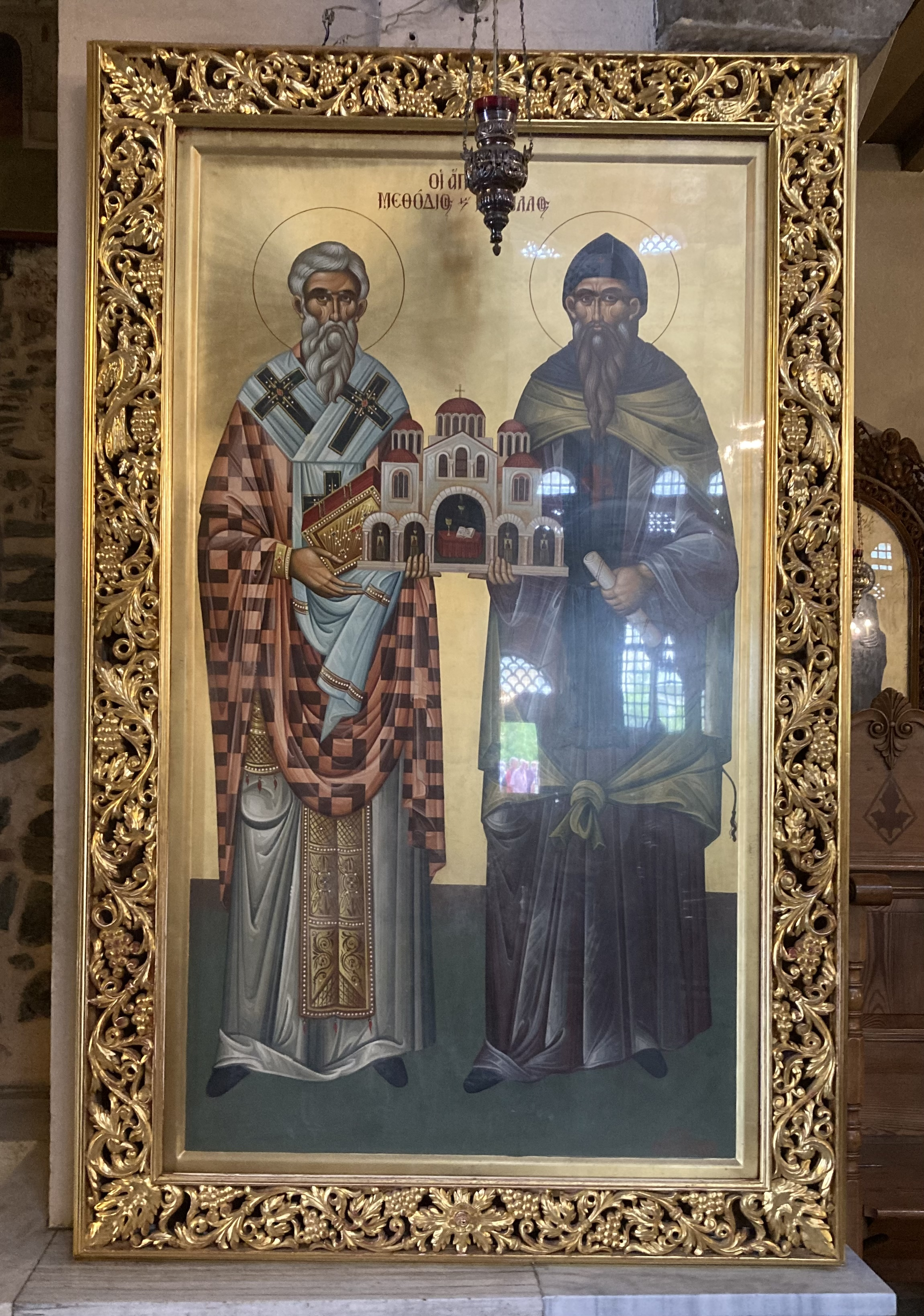
Schilderij van Cyrillus en Methodius

- Gemeinsame Normdatei: 4211837-2
- Library of Congress Control Number: no2008190036
- Nationale Bibliotheek van Israël: 987007339778505171
- Virtual International Authority File: 142289848